# Juan Del Prete
Juan Del Prete (Vasto, 5 ottobre 1897 – Buenos Aires, 14 febbraio 1987) è stato un pittore italiano naturalizzato argentino.

## Biografia
Nato in Italia, Del Prete immigrò in Argentina nel 1909. Pur rimanendo sostanzialmente un autodidatta, studiò brevemente presso l'Accademia Perugino e la Mutualidad de Estudiantes de Bellas Artes di Buenos Aires, entrando a far parte del gruppo El Bermellón.

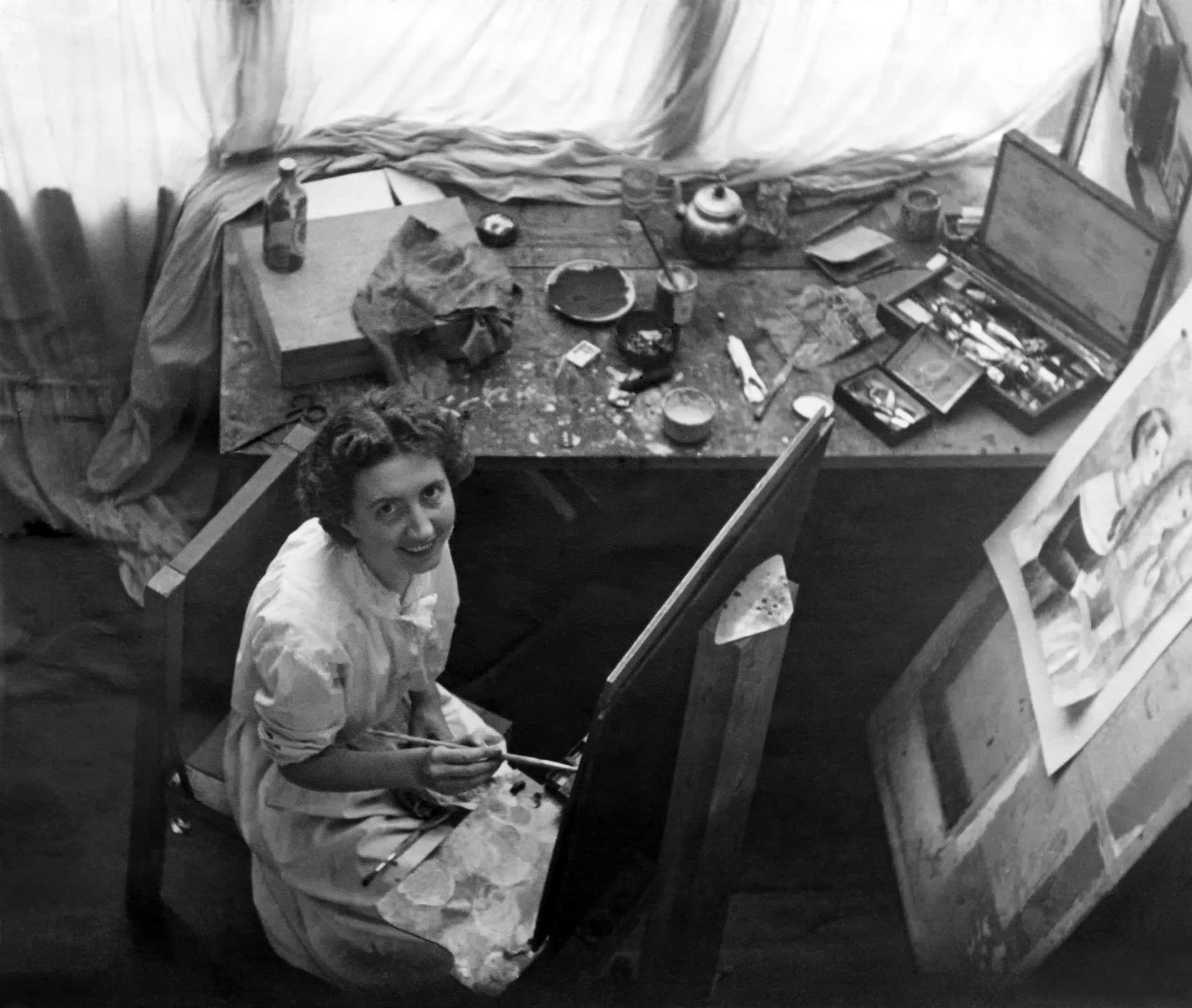
Yente (pseudonimo di Eugenia Crenovich) nello studio di Juan Del Prete

La maggior parte delle sue opere iniziali è di tipo figurativo e comprende opere a tema paesaggistico quali Nota campestre (1925). Nel 1926, Del Prete si esibì sotto gli auspici dell'organizzazione Asociación Amigos del Arte, che gli conferì una borsa di studio per continuare la sua formazione all'estero. Grazie ad essa Del Prete poté trascorrere il periodo 1929–1933 in Francia. Del Prete era uno dei tanti artisti latino-americani che vivevano e lavoravano a Parigi, dove poté entrare in contatto con personalità quali Hans Arp, Massimo Campigli, Rachel Forner, Joaquín Torres García, Jean Hélion e Georges Vantongerloo. Del Prete entrò a far parte del gruppo Abstraction-Création nel 1932.
A Parigi Del Prete poté esporre con il Salon des Surindépendants (1930–1933), il Salon des Réalités Nouvelles, gli Huit artistes du Rio de la Plata, la Galerie Castelucho-Diana e la Première Exposition du Groupe Latino-Americain de Paris (1930). Inoltre la Galerie Zak organizzò una esibizione personale dell'artista nel 1930, così come la Galerie Vavin-Raspail nel 1931. La sua produzione relativa a questo periodo comprende colorate composizioni geometriche dei quali abbiamo un esempio in Abstracción (1932).
Sebbene il suo iniziale contributo in ambito artistico sia legato all'introduzione in Argentina dell'astrazione visiva, attraverso due mostre di lavori propri nel 1933 e nel 1934 (entrambe tenutesi presso l'Asociación Amigos del Arte in Buenos Aires), la sua produzione, che si estende per un periodo di oltre quarant'anni, si caratterizza principalmente per la sperimentazione attuata in una varietà di stili modernisti.
Sposò nel 1937 Eugenia Crenovich (1905-1990), pittrice, disegnatrice e saggista, esponente di rilievo dell'arte astratta argentina, con la quale formò anche un significativo sodalizio artistico. La Crenovich lasciò una serie di manoscritti in seguito raccolti nell'opera Anotaciones para una semblanza de Juan del Prete, di indubbio interesse per l'interpretazione del percorso artistico di del Prete.

## Opere
- Composición geométrica (1949)
- Nocturno abstracto o Abstracción en azul y rojo (1959)
- Festival
- Abstracción (1932)
- Naturaleza y niño (1953)
- Naturaleza muerta (1942)
- Desnudo acostado (1941)
- Juicio de Paris (1952)